# BIRC5
BIRC5 (англ. Baculoviral IAP repeat containing 5) – білок, який кодується однойменним геном, розташованим у людей на короткому плечі 17-ї хромосоми. Довжина поліпептидного ланцюга білка становить 142 амінокислот, а молекулярна маса — 16 389.
| 10         |  | 20         |  | 30         |  | 40         |  | 50         |
| ---------- |  | ---------- |  | ---------- |  | ---------- |  | ---------- |
| MGAPTLPPAW |  | QPFLKDHRIS |  | TFKNWPFLEG |  | CACTPERMAE |  | AGFIHCPTEN |
| EPDLAQCFFC |  | FKELEGWEPD |  | DDPIEEHKKH |  | SSGCAFLSVK |  | KQFEELTLGE |
| FLKLDRERAK |  | NKIAKETNNK |  | KKEFEETAKK |  | VRRAIEQLAA |  | MD         |

A: Аланін

C: Цистеїн

D: Аспарагінова кислота

E: Глутамінова кислота

F: Фенілаланін

G: Гліцин

H: Гістидин

I: Ізолейцин

K: Лізин

L: Лейцин

M: Метіонін

N: Аспарагін

P: Пролін

Q: Глутамін

R: Аргінін

S: Серин

T: Треонін

V: Валін

Кодований геном білок за функціями належить до репресорів, інгібіторів протеаз, інгібіторів тіолових протеаз, фосфопротеїнів. 
Задіяний у таких біологічних процесах, як апоптоз, транскрипція, регуляція транскрипції, клітинний цикл, поділ клітини, мітоз, розходження хромосом, ацетилювання, альтернативний сплайсинг. 
Білок має сайт для зв'язування з іонами металів, іоном цинку. 
Локалізований у цитоплазмі, цитоскелеті, ядрі, хромосомах, центромерах, кінетохорі.